# نصب تذكاري طبيعي

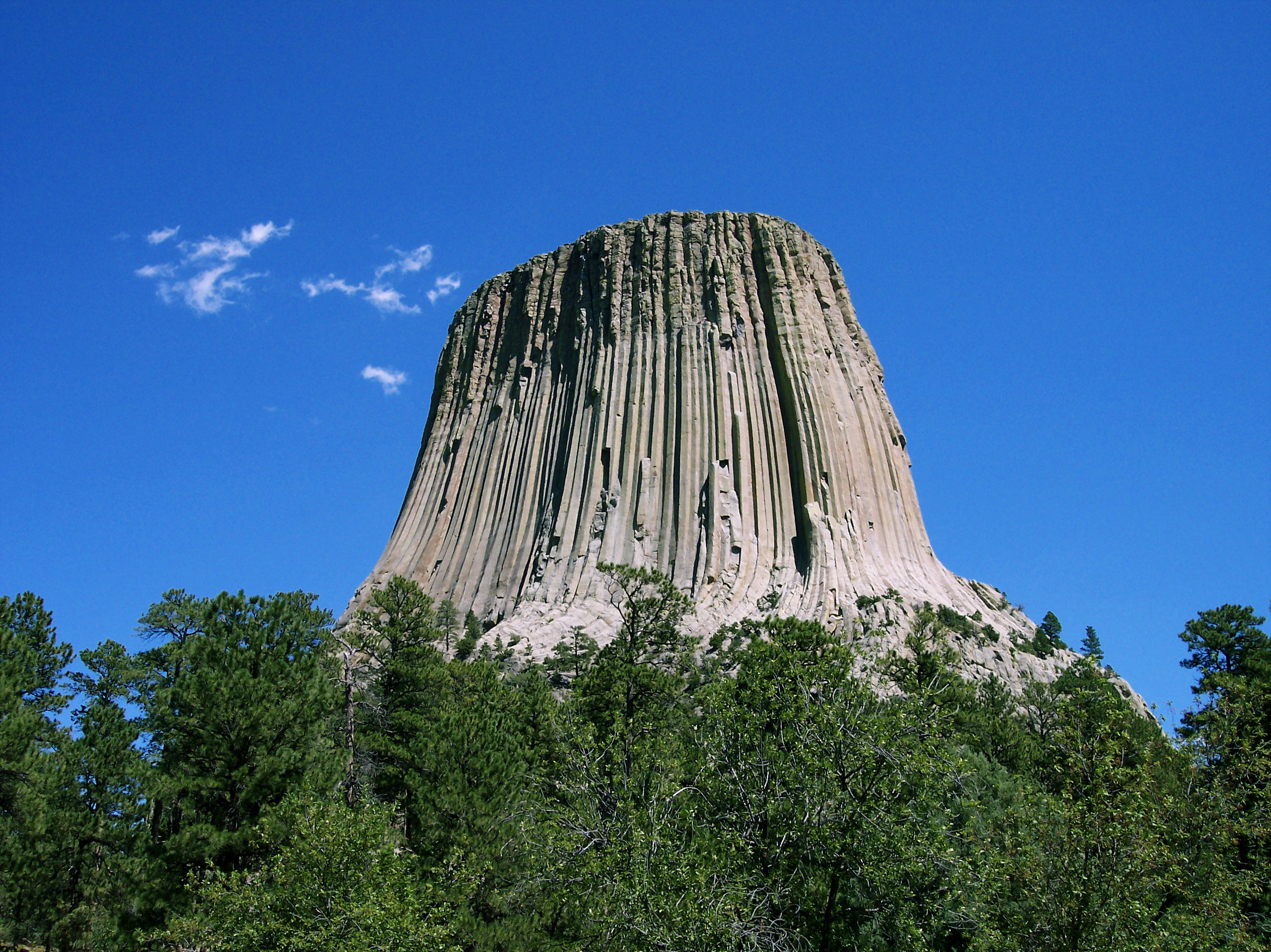
برج الشياطين في الولايات المتحدة الأمريكية

نصب تذكاري طبيعي هو موقع أو حالة طبيعية له خصائص فريدة، كمميزات جيولوجية وطبيعية: شلالات، المنحدرات، الكهوف، المستنقعات، الوديان، الكثبان الرملية، الأشكال الصخرية؛ أو ميزات طبيعية ثقافية: الينابيع والشلالات المقدسة التي لها أهمية لمجموعة دينية معينة.